# Styringomyia furcifera
Styringomyia furcifera är en tvåvingeart som beskrevs av Alexander 1976. Styringomyia furcifera ingår i släktet Styringomyia och familjen småharkrankar.
Artens utbredningsområde är Nigeria. Inga underarter finns listade i Catalogue of Life.